# الطريق المسدود (فلم)
الطريق المسدود فيلم مصري سينمائي أبيض وأسود. -1958 - تمثيل: فاتن حمامة، أحمد مظهر، شكري سرحان، فردوس محمد، زوزو ماضي، خيرية أحمد، وداد حمدي، وإخراج: صلاح أبو سيف.

## روابط خارجية
- مقالات تستعمل روابط فنية بلا صلة مع ويكي بيانات